# Kęstutis Marčiulionis
Kęstutis Marčiulionis, né le 24 mars 1976 à Kaunas, est un basketteur lituanien, évoluant au poste de meneur.

## Palmarès

### Jeux olympiques d'été
- Jeux olympiques de 2000 à Sydney, Australie
  -  Médaille de bronze